# Popovac (żupania sisacko-moslawińska)
Popovac – wieś w Chorwacji, w żupanii sisacko-moslawińskiej, w mieście Novska. W 2011 roku liczyła 10 mieszkańców.